# Wadi Sabra
 (septembre 2019).
Pour les articles homonymes, voir Sabra.

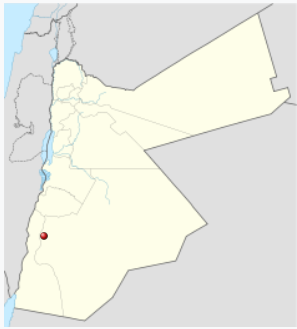
Carte situant Wadi Sabra, Jordanie.

Wadi Sabra, est le canyon d'un wadi situé en Jordanie remarquable pour ses ruines.
Ce canyon a de nombreuses tombes creusées dans la roche ainsi que des maisons troglodytes. Il y a aussi les ruines d'un théâtre, de thermes , un sanctuaire nabatéen et des  pétroglyphes de l'âge du Bronze le long des parois. Ce site archéologique se trouve à 8 kilomètres au sud de Pétra.
C'est d'ailleurs le même explorateur de Pétra, le Français Léon de Laborde, qui révéla l'existence de Sabra en 1828.